# Psilophryoidea
Psilophryoidea is een geslacht van vliesvleugeligen uit de familie Encyrtidae. De wetenschappelijke naam van dit geslacht is voor het eerst geldig gepubliceerd in 1928 door Compere.

## Soorten
Het geslacht Psilophryoidea is monotypisch en omvat slechts de volgende soort:
- Psilophryoidea comesor Compere, 1928